# Maria Àstrid de Luxemburg
Maria Àstrid de Luxemburg (castell de Betzdorf, Luxemburg, 17 de febrer de 1954) és una aristòcrata luxemburguesa, Princesa de Luxemburg amb el tractament d'altesa reial que contragué matrimoni en el si de la Casa d'Àustria, esdevenint arxiduquessa d'Àustria.
Filla del gran duc Joan I de Luxemburg i de la princesa Josefina Carlota de Bèlgica, Maria Àstrid és neta del príncep Fèlix de Borbó-Parma i de la gran duquessa Carlota I de Luxemburg per via paterna; mentre que per via materna ho és del rei Leopold III de Bèlgica i de la princesa Àstrid de Suècia.
Durant la dècada de 1970 la premsa britànica especulà insistentment en un possible compromís entre la princesa Maria Àstrid i el príncep Carles de Gal·les. Així, l'any 1977 el Daily Express afirmà que el compromís era imminent. El dia 6 de febrer de 1982 contragué matrimoni a Luxemburg amb l'arxiduc Carles Cristià d'Àustria, fill de l'arxiduc Carles Lluís d'Àustria i de la princesa Iolanda de Ligne. La parella té cinc fills:
- SAIR l'arxiduquessa Maria Cristina d'Àustria, nada a Brussel·les el 1983.
- SAIR l'arxiduc Imre d'Àustria, nat a Ginebra el 1985.
- SAIR l'arxiduc Cristòfol d'Àustria, nat a Ginebra el 1988.
- SAIR l'arxiduc Alexandre d'Àustria, nat a Meyrin (Suïssa) el 1990.
- SAIR l'arxiduquessa Gabriel·la d'Àustria, nada a Ginebra el 1994.

Des de 1970 la princesa Maria Àstrid és presidenta de la Creu Roja de Luxemburg. Resideix a Suïssa, al costat de la família, i viu pràcticament retirada de la vida pública, fent aparicions ocasionalment, en actes familiars.